# 马萨诸塞大学达特茅斯分校

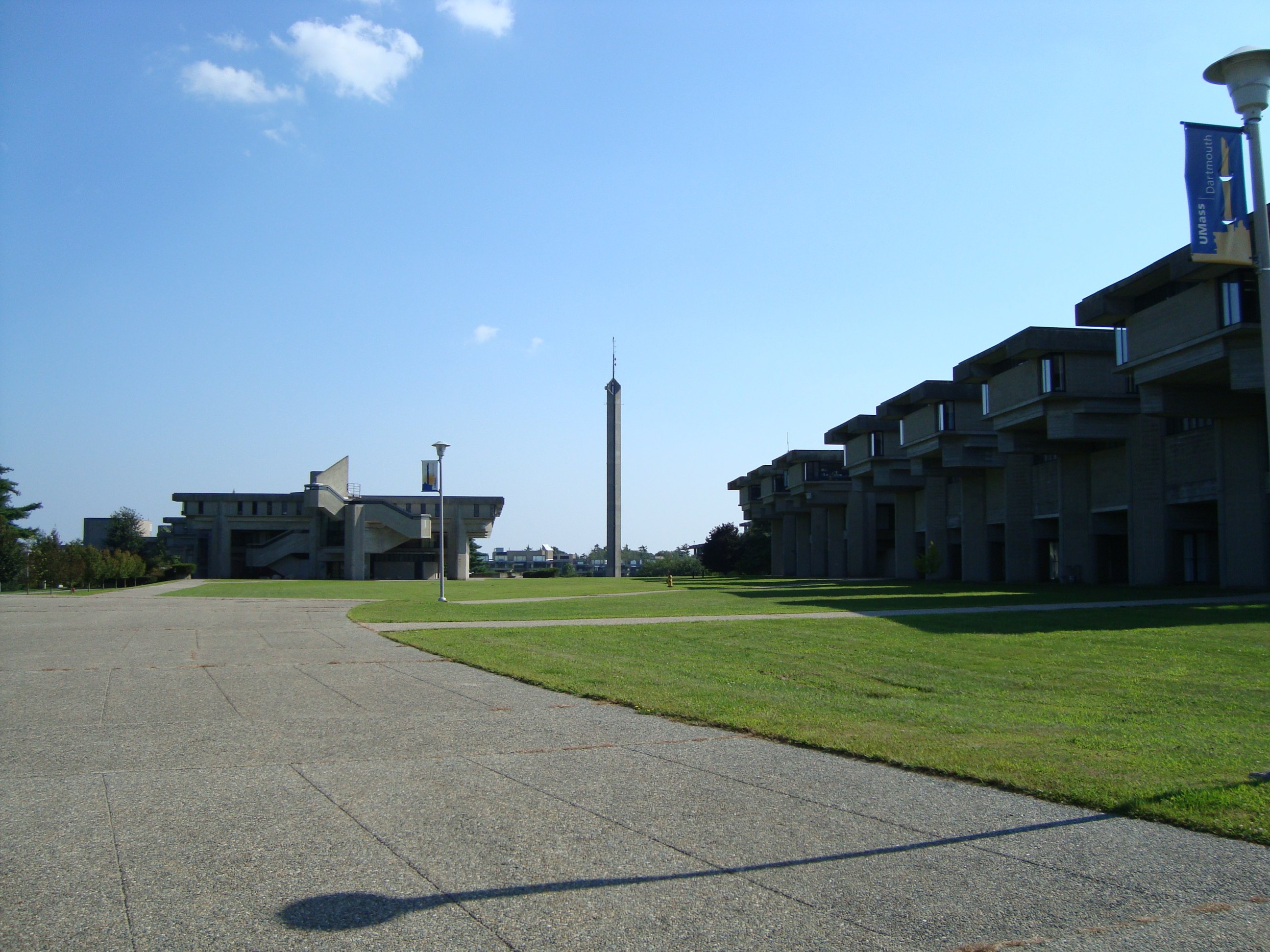
麻州大学达特茅斯分校

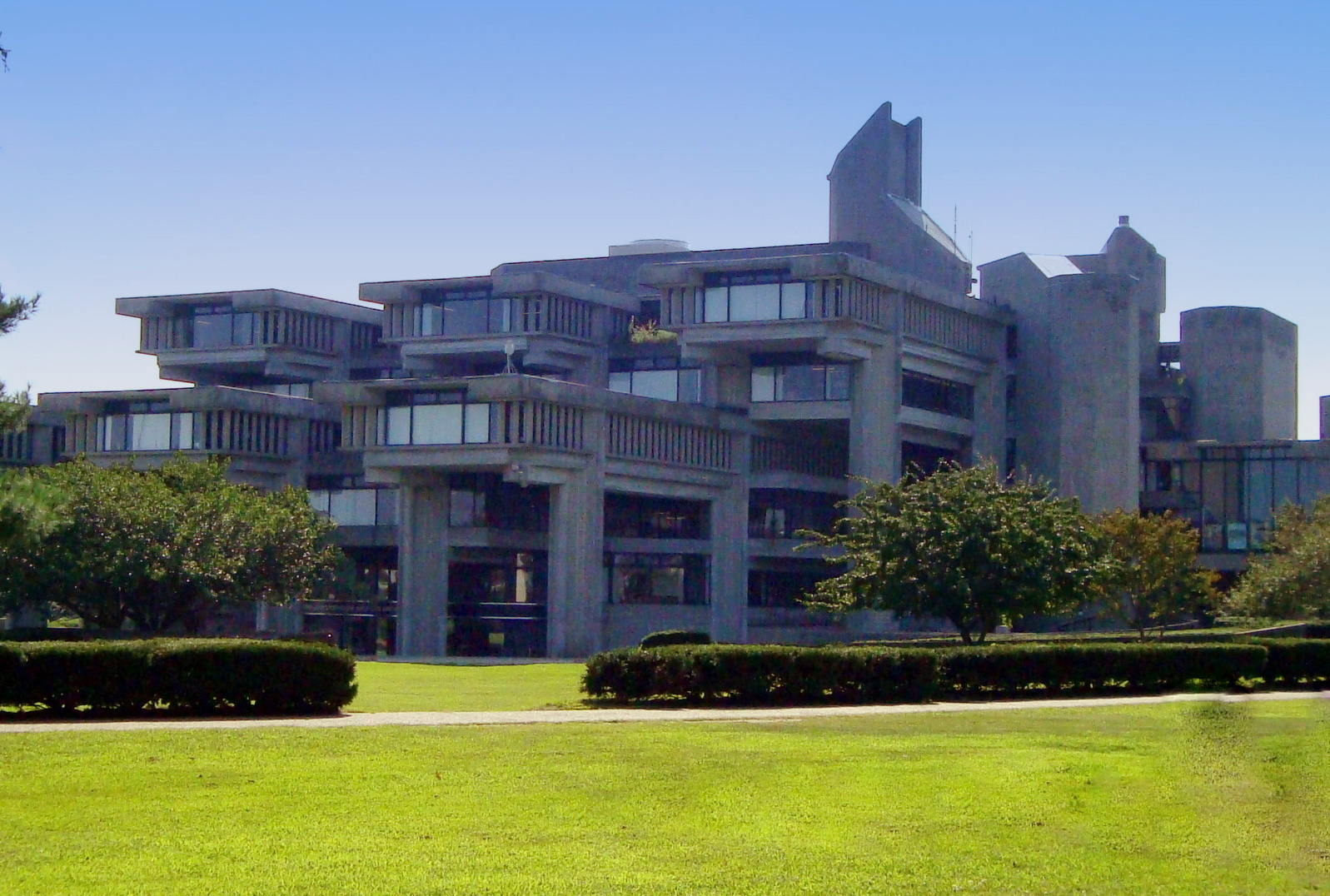
克莱尔·T·卡尼（Claire T. Carney）图书馆

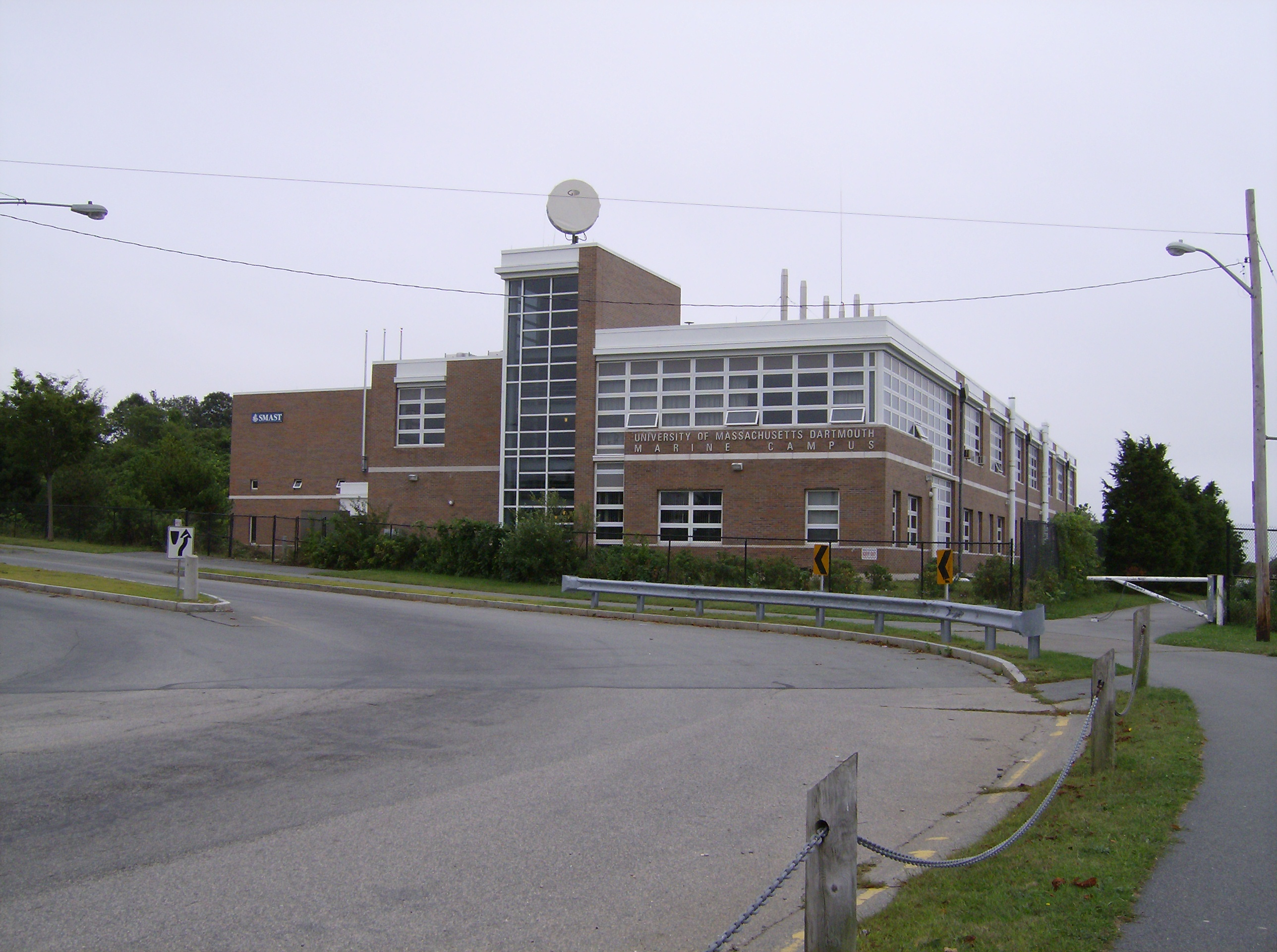
海洋科学与技术学院

麻州大学达特茅斯分校（University of Massachusetts Dartmouth，简称、或）是美國麻州大學分校之一，座落於马萨诸塞州达特茅斯，位于马萨诸塞州南海岸地区中部，新贝德福德和福尔里弗两座城市之间。
麻州大学达特茅斯分校以工程、護理、海洋科学、商科、平面設計,插畫,與動畫遊戲及表演艺术、纺织、葡萄牙研究等科系著称。